# Йорг Сирлин (Старший)
Йорг Сирлин (Старший) (нем. Jörg Syrlin der Ältere, также Syrlin, Sewrlin, Seurlin; ок. 1425, Ульм — 1491, Ульм) — немецкий резчик по дереву и скульптор. Специалисты причисляют Сирлина к Ульмской школе. Его сын Йорг Сирлин Младший, унаследовав руководство семейной мастерской, продолжил дело своего отца.

## Биография
Йорг Сирлин — сын плотника Хайнца (1412—1447), который приехал из Зефлингена, селения, расположенного недалеко от Ульма, и поселился в Ульме. Потомки сыновей Хайнца — Йорга и Линхардта —, вероятно, переселились в Базель, Альтенштадт и Гайслинген. Известны два скульптора Йорга из семьи Сирлинов. Йорг Сирлин Старший сначала работал плотником и уже в 1458 году создал первое произведение искусства — молитвенную скамеечку. Он был женат, так как, спустя семь лет после его смерти, его жена сделала пожертвования Ульмскому собору. Предполагается, что безымянный бюст на хорах собора, созданных Сирлином и бюст напротив Сивиллы Эритрейской являются портретами его жены. 

## Творчество
Самые известные произведения Йорга Сирлина Старшего — так называемый Драйзиц (Dreisitz, 1468—1469) и сиденья хоров Ульмского собора (1469—1475), первоначально на 91, а в настоящее время (данные на 2008 год) на 89 мест. Стоимость работ по резке сидений для хора, согласно документам, составила 1188 гульденов. Два произведения Сирлина были утрачены: Kaiserstuhl  и пределла с фигурами для алтаря, за которое мастер получил 400 гульденов. Его святыня на главном алтаре (1473—1480) в Ульм-Минстере была разрушена во время протестантского иконоборчества в 1531 году.
Позднее Сирлин стал заниматься также резьбой по камню. Об этом свидетельствует фонтан «Рыбный ящик» на Ратушной площади в Ульме «Fischkasten-Brunnen», который Сирлин исполнил в 1482 году.